# Eusterinx bispinosa
Eusterinx bispinosa là một loài tò vò trong họ Ichneumonidae.